# Petru Pavel Aron
Petru Pavel Aron, alternativement Petru Pavel Aaron, de son nom laïc Petru Aron (1709, Bistra, Transylvanie - 9 mars 1764, Baia Mare) est l'une des figures de la renaissance culturelle roumaine et un évêque de l'Église grecque-catholique roumaine entre 1752 et 1764.

## Biographie
Petru Pavel Aron, alternativement Petru Pavel Aaron, de son nom laïc Petru Aron est né en 1709, à Bistra, județ d'Alba, en Transylvanie. Son père Teodor Aron était prêtre gréco-catholique de la paroise de Bistra. 
Après des études élémentaires, avec de très bons résultats, à Roșia Montană, le jeune Petru Aron a continué ses études au collège des jésuites de Cluj, ainsi que des cours de philosophie à Trnava, ville située en Slovaquie actuelle. Ensuite, il a été envoyé par l'évêque Inocențiu Micu-Klein à l'Université pontificale urbanienne, où il a étudié entre 1734 et 1742. À Rome, il a été ordonné prêtre célibe, au Collège grec, par l'archevêque Denis Modin, le 30 juillet 1742.
L'impératrice Marie-Thérèse a reconnu Petru Pavel Aron vicaire général, par un décret émis le 31 août 1745. Après la démission de l'évêque Inocențiu Micu-Klein, Petru Pavel Aron a dirigé l'Église roumaine unie à Rome en tant qu'administrateur apostolique, et en 1751 il a été élu l'un des trois candidats pour la fonction d'évêque de Făgăraș et Alba Iulia. Le 28 février 1752, l'impératrice a nommé Petru Pavel Aron évêque, et le Saint-Siège a confirmé cette élection par la bulle du 6 juillet 1752. Il a été sacré évêque le 1er septembre 1752, dans le monastère de Máriapócs, localité située dans le Nord-Est de la Hongrie actuelle, par l'évêque ruthène Manuil Mihail Olsavszky. 
En 1756, l'évêque Petru Pavel Aron a consacré la cathédrale de la Sainte-Trinité de Blaj, que son précurseur, l'évêque Inocențiu Micu-Klein, avait fondée.
L'évêque Petru Pavel Aron est mort à Baia Mare, le 9 mars 1764. Après son décès, sa dépouille a été apportée à Blaj, où il a été enterré.

## Activité culturelle
À Blaj, en 1754, l'évêque Petru Pavel Aron a ouvert la première école élémentaire ayant pour langue d'enseignement le roumain, de tous les temps. À la suite, il a fondé pas moins de 53 écoles roumaines, un peu partout dans la Transylvanie. Il a fondé, à Blaj, une imprimerie diocésaine et, lui-même a réalisé une traduction roumaine de la Bible, pendant les années 1760-1761, en partant de la variante Vulgate. Cette version roumaine de Saintes Écritures est restée en archives jusqu'en 2005, quand elle fut imprimée par les soins de l'Académie roumaine.

### Travaux
- Sancti patris nostri Joannis Damasceni
- Opera Philosophica et Theologica
- Epistola consolatoria ex divinitus inspiratis Scripturis, Blaj, 1761
- Exordium et definitio sanctae œcumenicae synodi Florentinae exantiqua graecolatina editione desumpta, 1762
- Institutio docrinae christiane, 1764
- Une traduction roumaine (faite entre 1760-1761) de la Bible, en partant de la variante Vulgate, imprimée à peine, en 2005, par les soins de l'Académie roumaine : Biblia Vulgata Blaj 1760-1761 (« Biblia lui Petru Pavel Aron »), édition princeps d'après un manuscrit inédit, coordonnateurs Ioan Chindriș et Niculina Iacob, I-V, Editura Academiei Române, 2005.

## Hommages rendus à l'évêque Petru Pavel Aron

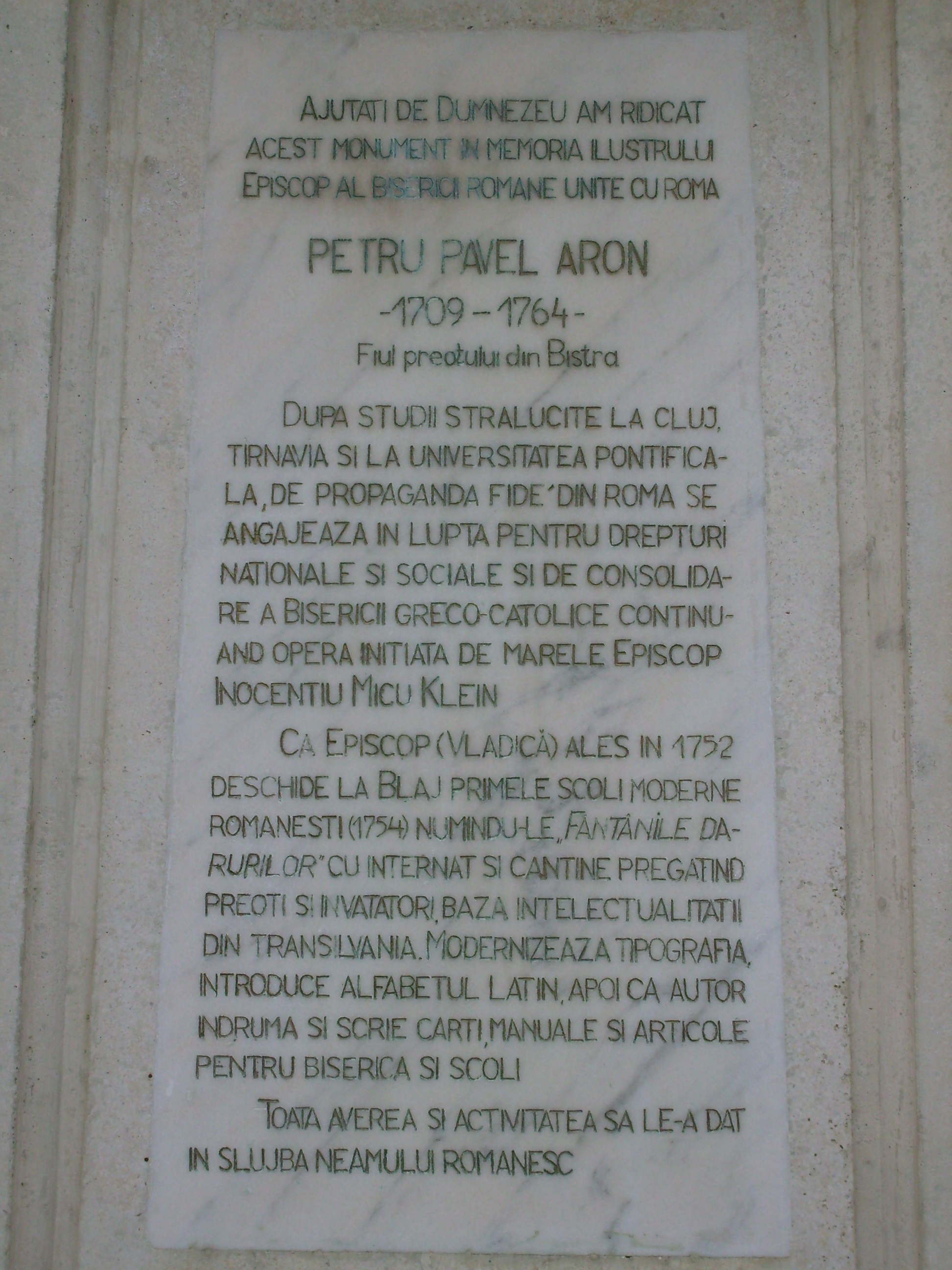
Plaque mémoriale à l'évêque Petru Pavel Aron, placée au centre de son village natal, Bistra

- Une rue de Blaj porte son nom: strada Petru Pavel Aron.
- Une rue de Bistra porte son nom: strada Petru Pavel Aron.
- Une plaque mémoriale à l'évêque Petru Pavel Aron a été placée au centre de son village natal, Bistra.

### Numismatique
- Le 16 décembre 2009, la Banque nationale de Roumanie a émis, au but numismatique, une pièce de monnaie commémorative[5], ayant une valeur nominale de 10 lei, à l'occasion du 300e anniversaire de la naissance de l'évêque. La pièce est en argent, au titre de 999‰ et elle a été émise dans un tirage de 500 exemplaires. La pièce de monnaie est accompagnée d'un certificat d'autenticité, ainsi que d'une présentation succincte en roumain, anglais et en français de la vie et de l'activité de l'évêque Petru Pavel Aron[6].